# Đồng Thành (xã)
Đồng Thành là một xã thuộc huyện Yên Thành, tỉnh Nghệ An, Việt Nam.